# Polstonia
Polstonia is een geslacht van vliesvleugeligen uit de familie Pteromalidae. De wetenschappelijke naam van dit geslacht is voor het eerst geldig gepubliceerd in 1988 door Heydon.

## Soorten
Het geslacht Polstonia omvat de volgende soorten:
- Polstonia pelagocorypha Heydon, 1988
- Polstonia quadriplana Heydon, 1988